# Juraichhari
Juraichhari (en bengali : জুরাছড়ি) est une upazila du Bangladesh dans le district de Rangamati. En 1991, on y dénombrait 11 621 habitants.